# Романовка (Саратовская область)
Романовка — рабочий посёлок, административный центр Романовского района Саратовской области России.
Население — 5637 чел. (2025).
Романовке посвящён цикл из трёх стихотворений в книге «Сестра моя — жизнь» Пастернака.

## География
Железнодорожная станция Юго-Восточной железной дороги на линии Тамбов — Балашов. Ближайшие станции: в сторону Балашова — Таволжанка, в сторону Тамбова — Мучкап.

## История
Слобода Романовка основана в 1680 году вольными выходцами из Киевской губернии на земле, пожалованной графу Воронцову.
В 1827 году в Романовке появился первый из лже Константинов, вызвавший бунт местных крестьян и скрывшийся на Иргиз.
До проведения железных дорог, Романовка имела довольно большое значение в торговле хлебом.
После проведения железных дорог, оставивших Романовку в стороне, положение её изменилось к худшему. С того времени и до постройки Тамбово-Камышинской линии (1894 год) главная торговля в Романовке была подсолнечными семенами, которые отправлялись в Борисоглебск, Пензу и Ртищево гужем.
К началу XX века в Романовке было 4 школы, читальня, больница, 3 церкви, почтово-телеграфное отделение.
В 1928 году Романовка становится центром Романовского района Балашовского округа Нижне-Волжского края (с 1936 года в составе Саратовской области).
Статус посёлка городского типа — с 1944 года.

## Население
| 1939  | 1959  | 1970  | 1979  | 1989  | 2002  | 2009  |
| ----- | ----- | ----- | ----- | ----- | ----- | ----- |
| 6476  | ↗7642 | ↗8244 | ↘8025 | ↘7657 | ↗7804 | ↘7677 |
| 2010  | 2011  | 2012  | 2013  | 2014  | 2015  | 2016  |
| ↘7271 | ↘7240 | ↘7139 | ↘7020 | ↘6918 | ↘6832 | ↘6690 |
| 2017  | 2018  | 2019  | 2020  | 2021  | 2025  |       |
| ↘6655 | ↘6546 | ↘6405 | ↘6308 | ↘5880 | ↘5637 |       |

## Известные уроженцы
- Струкова, Марина Васильевна (род. 9 марта 1975) — русская поэтесса, журналистка.
- Серещенко, Иван Васильевич (23.09.1914 — 24.05.1996) — кавалер ордена Славы трёх степеней[21].